# Святослав Глебович (князь брянский)
Святосла́в Гле́бович (уб. 1310) — князь можайский (до 1303), брянский (1309—1310), младший сын Глеба Ростиславича Смоленского.
По версии Карамзина, касательно брянских событий 1310 года — сын Романа Михайловича брянского, потомок Ольговичей. Отчество Глебович указано только в Никоновской летописи.

## Биография
Княжил в Можайске в 1303 году, когда княжество было присоединено к Московскому княжеству при Данииле Александровиче.
В 1290-е годы смоленские Ростиславичи получили права на Брянск: дочь Романа Михайловича брянского была замужем за Глебом Ростиславичем . Александр Глебович cмоленский посадил на брянский престол своего сына Василия, но в 1309 году Святослав изгнал его. По версии Карамзина, оба были Ольговичами (также дядей и племянником).
В 1310 году Василий получил помощь в Золотой Орде, войска которой вторглись в земли княжества. Святослав принял бой в поле. Летопись сообщает о том, что в Брянске одновременно был мятеж велик. Вероятно, пришлый князь не пользовался поддержкой местной знати даже в борьбе против своего племянника. После того, как основные силы прекратили сопротивление, Святослава защищал только его двор. В итоге князь погиб. Василий занял брянский престол. В том же году Василий с ордынцами убил и другого Святослава — Мстиславича карачевского, что упомянуто только в Никоновской летописи. Причём убийство второго Святослава Войтович объясняет возможной попыткой последнего отбить Брянск у смоленских Ростиславичей.

## Дети
- Глеб (уб. 1340) — князь Брянский.
- Дмитрий[2]
- Фёдор (ум. 1346) — князь Дорогобужский и Вяземский. Его дочь Евпраксия, в первом браке — за великим князем Симеоном Гордым. Не прожив с ней и года, Симеон Гордый расторгнул брак по не совсем ясным причинам, отослав Евпраксию к её отцу, который сразу же выдал её за удельного фоминско-березуйского князя Фёдора Константиновича Красного. Все предположения о, якобы, «бесплодности» Евпраксии отпадают сами собой, поскольку она становится матерью четырёх сыновей: Михаила Крюка, Ивана Собаки, Бориса Вепря и Ивана Уды.
- Юрий[3]